# Salvador Gallardo Dávalos
Salvador Gallardo Dávalos (San Luis Potosí, en 1893 - Aguascalientes, en 1981) fue un escritor, médico y político mexicano. Originario de Río Verde, San Luis Potosí, Gallardo Dávalos residió la mayor parte de su vida en Aguascalientes. Fue profesional de la medicina, catedrático universitario y destacado promotor cultural. Cuando llegó a Aguascalientes, este escritor había ya militado en las filas del Estridentismo, y conservó de éste el aliento universalista en sus obras posteriores. Asimismo, permanecen ciertos rasgos de la poética estridentista, (las imágenes dobles o las inacabadas, para que el lector se vea obligado a participar en el hecho artístico).

## Reseña biográfica
Salvador Gallardo pasó “su niñez en Río Verde. Su padre era médico y dirigió el hospital del pueblo que todavía lleva su nombre, así como lo lleva también una de las calles: mi abuelo se llamaba Javier Gallardo Moreno, y era nieto de don Pedro Moreno, el héroe de la Independencia”, relata su hijo Salvador Gallardo Topete en una entrevista publicada en su biografía. Estudió la educación básica y el bachillerato en San Luis Potosí, a lado de Jesús Silva Herzog (su primo), ahí mismos estudió los primeros años de Medicina, sin embargo, la Revolución interrumpió sus estudios, por lo cual tuvo que ejercer la medicina en semejantes circunstancias. Anduvo, incluso en las filas de Álvaro Obregón. "El hijo", recuerda:
Nos contaba que la primera vez que pasó por Aguascalientes, tendría unos 17 o 18 años, y que iba en un tren que llevaba heridos para internarlos en un hospital de la Ciudad de México. Así anduvo por toda la república, y fue de la primera generación egresada de la Escuela Médico Militar, pues cursó ahí su último año cuando recién se abrió la escuela. Ya en esa época, los médicos salían de la Escuela Militar con el grado de mayores, aunque él ya tenía grado de capitán, o algo por el estilo, desde que era estudiante. Incluso a algunos de los maestros se les tuvieron que dar grados más altos para que los alumnos los respetaran, pues algunos de éstos eran de rango mayor.
El Doctor Gallardo tuvo que residir en varios lugares debido a su trabajo, de ese modo, tuvo la oportunidad de conocer a Germán List Arzubide, en Puebla; un encuentro de grandes consecuencias, no sólo para su vida personal sino para la vida literaria del país, y del mundo, pues junto a este poeta, Maples Arce y Arquéles Vela se conformó el movimiento del Estridentismo. Fue en Zacatecas, en 1925, en donde lanzó el Tercer Manifiesto Estridentista. Para comprender la importancia de Gallardo en el movimiento estridentista, consideremos la anécdota de List Arzubide. al conocerlo, y poco después unirse a Maples Arce: 
Posteriormente un muchacho recién recibido de médico (Salvador Gallardo), pero muy aficionado a la cuestión literaria, al ver la revista que hacíamos dijo que eso era una revista de provincia, que ya habían pasado muchas cosas en el mundo y que mejor había que hacer revistas que tuvieran una nueva visión del mundo. Me convenció de que desbaratáramos la revista Vincit e hiciéramos una nueva revista que tuvo por título "Ser". Retomaron así, cuenta Don Germán, una nueva forma literaria que estaba surgiendo en el mundo, particularmente en España: el ultraísmo; sin embargo, afirma, “lo importante era romper con las viejas formas literarias”.
Justamente, la ruptura sintáctica y de modelos caducos es lo que sobrevivirá en la creación literaria del joven doctor, a lo largo de su trayectoria.
A finales de los años veinte, Gallardo Dávalos dejó el ejército y continuó ejerciendo la medicina. Gallardo Dávalos recibió del presidente Plutarco Elías Calles, la encomienda y el nombramiento de médico en la construcción de la presa del municipio de Pabellón de Arteaga, en Aguascalientes, fue así que el Doctor, se quedó en dicho estado y en donde residiría su familia.
En 1933, por intervención de Silva Herzog, subsecretario de Cultura en aquel entonces, empezó a trabajar en la Secretaría de Educación como médico, en la Ciudad de México, igualmente, pudo trabajar en un programa radiofónico junto a Agustín Yáñez. Después de dos años regresó a Aguascalientes, en donde ya tenía esposa e hijos.
Después de la ruptura de los estridentistas, Gallardo Dávalos continuó con sus actividades literarias. No pasó mucho tiempo, hasta que su hijo (un adolescente de 12 años), se unió a sus trabajos. Participó en Paralelo y la revista de la ACA (Asociación Cultural Aguascalentense) junto a su hijo Salvador Gallardo Topete, con quien, más que una relación filial, tuvo una fuerte amistad. Además de otros proyectos literarios del estado, así como otros textos de gran valor.
El Doctor Gallardo falleció en Aguascalientes en el año de 1981. Al siguiente año, en 1982, el Instituto Cultural de Aguascalientes (ICA) instituye el Premio Nacional de Literatura Joven Salvador Gallardo Dávalos, con el propósito de impulsar a los jóvenes narradores y poetas del país. Así, el Instituto Cultural de Aguascalientes, a través del Centro de Investigación y Estudios Literarios de Aguascalientes CIELA Fraguas, convocan cada año de forma alternada para el concurso en poesía y narrativa. Cabe señalar que el premio ha ido aumentando el monto económico otorgado al ganador (aparte de la publicación y el reconocimiento correspondiente que se lleva el autor), por lo que es una de las mejores convocatorias. Entre los jurados que han participado están: Desiderio Macías Silva, Víctor Sandoval, Dolores Castro, Agustín Monsreal, David Huerta, René Avilés Fabila, Otto-Raúl González, Felipe Garrido, Salvador Gallardo Topete, Salvador Gallardo Cabrera, Guillermo Samperio, Elsa Cross, Luis Vicente de Aguinaga, Jorge Fernández Granados, Myriam Moscona y Eduardo Milán.
En 2018 se realiza una nueva edición de El pentagrama eléctrico, con un estudio introductorio de Daniel Téllez, gracias a la intervención del nieto del Doctor Gallardo Dávalos, el poeta y filósofo Salvador Gallardo Cabrera. Dicha obra forma parte de la Segunda Serie de la Colección "Archivo Negro de la Poesía Mexicana" de Malpaís Ediciones, igualmente cuenta con el apoyo del Fondo Nacional para la Cultura y las Artes (FONCA). Cabe añadir la edición póstuma de La venus trunca -último drama burgués en dos actos y una rectificación-, publicada por la Universidad Autónoma de Aguascalientes en el año 2009 y retomada por la revista Igitur en el año 2021.
 

A lo anterior se suma una edición de El huerto de las tentaciones y El pentagrama eléctrico, realizada por el Colegio de Ciencias y Humanidades de la Universidad Nacional Autónoma de México. Una edición dirigida a los jóvenes estudiantes y de acceso libre, dentro de la colección Textos en Rotación, en la que, de acuerdo con Mario Alberto Medrano, es un "esfuerzo por dar a conocer la tradición literaria hispanoamericana", quien además señala que:
“El huerto de las tentaciones hace referencia a los huertos que estaban detrás de los conventos e iglesias en provincia, Gallardo, como médico, escribió sin pudor, como no lo hicieron sus contemporáneos, y es una obra emblemática de la vanguardia mexicana conocida como el estridentismo, que manejaba imágenes sobrepuestas y evitaban los desenlaces lógicos”."Una obra inédita del legado estridentista", Mario Alberto Medrano.

## Fragmento de obra
```
"Canciones bajo la lluvia"

 -fragmento-
VI
En las tardes invernales
la lluvia la luz tamiza
y cada rayo de irisa
como en danzas espectrales;
la brisa con sus puñales
nos espera en cada esquina,
y la lluvia es bailarina,
que en las tardes invernales,
-con sus velos de neblina-
danza "danza de puñetas".
```

## Obras
- El huerto de las tentaciones. El pentagrama eléctrico. (2022, CCH-UNAM) Edición póstuma.
- El pentagrama eléctrico (2018) [Nueva edición póstuma] (Malpaís Ediciones).
- Antología inconclusa (1981)
- La cartilla extraviada (1978)
- Laberinto de quimeras(1955)
- Canciones bajo la lluvia (1950)
- Tríptico (1949)
- El Pentagrama eléctrico (1925)
- El Huerto de las tentaciones (1920)
- Guía del caminante (1919)

Obras teatrales:
- La venus trunca -último drama burgués en dos actos y una rectificación- (2009, Obra póstuma)
- Santa Juana de Asbaje (1956)
- Frente a Frente (1934)
- El romance de Rosalinda (1919)